# Správní obvod obce s rozšířenou působností Klatovy
Správní obvod obce s rozšířenou působností Klatovy je od 1. ledna 2003 jedním ze tří správních obvodů rozšířené působnosti obcí v okrese Klatovy v Plzeňském kraji. Čítá 44 obcí.
Města Klatovy, Nýrsko a Plánice jsou obcemi s pověřeným obecním úřadem.

## Seznam obcí
Poznámka: Města jsou vyznačena tučně, městyse kurzívou.
- Běhařov
- Běšiny
- Bezděkov
- Biřkov
- Bolešiny
- Čachrov
- Černíkov
- Červené Poříčí
- Číhaň
- Dešenice
- Dlažov
- Dolany
- Hamry
- Hnačov
- Chlistov
- Chudenice
- Chudenín
- Janovice nad Úhlavou
- Javor
- Ježovy
- Klatovy
- Klenová
- Křenice
- Lomec
- Měčín
- Mezihoří
- Mlýnské Struhadlo
- Mochtín
- Myslovice
- Nýrsko
- Obytce
- Ostřetice
- Plánice
- Poleň
- Předslav
- Strážov
- Švihov
- Týnec
- Újezd u Plánice
- Vrhaveč
- Vřeskovice
- Zavlekov
- Zborovy
- Železná Ruda

## Obyvatelstvo
| Rok  | Obyv.  | ± %    |
| ---- | ------ | ------ |
| 1869 | 70 564 | —      |
| 1880 | 75 594 | +7,1 % |
| 1890 | 73 154 | −3,2 % |
| 1900 | 74 405 | +1,7 % |
| 1910 | 78 071 | +4,9 % |

| Rok  | Obyv.  | ± %     |
| ---- | ------ | ------- |
| 1921 | 78 249 | +0,2 %  |
| 1930 | 75 613 | −3,4 %  |
| 1950 | 54 062 | −28,5 % |
| 1961 | 52 693 | −2,5 %  |
| 1970 | 50 928 | −3,3 %  |

| Rok  | Obyv.  | ± %    |
| ---- | ------ | ------ |
| 1980 | 50 999 | +0,1 % |
| 1991 | 50 777 | −0,4 % |
| 2001 | 50 485 | −0,6 % |
| 2011 | 49 988 | −1 %   |
| 2021 | 49 506 | −1 %   |